# Batik-Del Monte
Batik-Del Monte war von 1993 bis 1997 ein italienisches Radsportteam. Das Team hieß zunächst Mecair-Ballan und wurde u. a. von Mecair, einem italienischen Hersteller von Ventilen gesponsert. Zwischenzeitlich hieß das Team Gewiss.

## Geschichte
1993 wurde das Team gegründet, welches bis dato nur im Amateur-Bereich tätig war. Als sportlicher Leiter fungierte Emanuele Bombini. Als Käptain wurde Moreno Argentin geholt, welcher sich in den letzten Jahren als hervorragender Klassikerfahrer bewiesen hatte.
Bereits im ersten Jahr konnte das Team sehenswerte Erfolge erzielen, unter anderem drei Etappensiege und den 2. Platz in der Gesamtwertung des Giro d’Italia durch Piotr Ugrumov, welcher nur durch Miguel Indurain knapp geschlagen wurde.
Im Jahr 1994 wurde das Team in Gewiss-Ballan umbenannt und durch einige Fahrer aus dem aufgelösten Ariostea-Team verstärkt. Unter anderem wurden Giorgio Furlan, Bruno Cenghialta sowie dem Dänen Bjarne Riis als Verstärkung verpflichtet. Es gab kaum ein Rennen in der ersten Saisonhälfte, welches nicht von Gewiss-Ballan beeinflusst wurde. Neben Tirreno–Adriatico, Mailand–Sanremo, Criterium International La Flèche Wallonne, Lüttich–Bastogne–Lüttich, Gesamtwertung und vier Etappen Giro d’Italia, vier Etappensiege bei der Tour de France 1994 wurde auch die Lombardei-Rundfahrt gewonnen.

## Dopingverdächtigungen
Es waren die zahlreiche Erfolge, aber auch die Art und Weise, wie das Team die Siege feierte. Unter anderem bei Flèche Wallonne 1994 demontierten die drei Fahrer Moreno Argentin, Giorgio Furlan und Evgueni Berzin an der Mauer von Huy das komplette Fahrerfeld. Ungefährdeter Sieger wurde Moreno Argentin vor Giorgio Furlan und Evgueni Berzin. Außerdem hat der damalige Teamarzt Michele Ferrari ein Interview in der Zeitschrift L’Équipe zum Thema EPO gegeben.

## Erfolge
1993
- eine Etappe Mittelmeer-Rundfahrt
- zwei Etappen Settimana Ciclistica Lombarda
- drei Etappen Giro d’Italia
- Wincanton Classic

1994
- Gesamtwertung und drei Etappen Tirreno–Adriatico
- Mailand–Sanremo
- Gesamtwertung und zwei Etappen Criterium International
- La Flèche Wallonne
- Lüttich–Bastogne–Lüttich
- drei Etappen Tour de Romandie
- Gesamtwertung,  Nachwuchswertung und vier Etappen Giro d’Italia
- vier Etappen Tour de France
- Lombardei-Rundfahrt

1995
- Gesamtwertung und vier Etappen Setmana Catalana de Ciclisme
- Rund um den Henninger Turm
- zwei Etappen Giro d’Italia
- eine Etappe (MZF) Tour de France
- Gesamtwertung und vier Etappen Dänemark-Rundfahrt
- drei Etappen Vuelta a España
- Paris–Tours
- Mailand–Turin

1996
- Mailand–Sanremo
- Amstel Gold Race
- zwei Etappen Giro d’Italia
- zwei Etappen Tour de Suisse
- eine Etappe Tour de France
- eine Etappe Dänemark-Rundfahrt
- vier Etappen Vuelta a España
- Paris–Tours

1997
- eine Etappe Giro d’Italia
- eine Etappe Paris–Nizza
- zwei Etappen Drei Tage von De Panne
- Gesamtwertung und zwei Etappen Gran Premio Jornal de Noticias
- zwei Etappen Tour de France
- eine Etappe Dänemark-Rundfahrt
- eine Etappe Polen-Rundfahrt

## Bekannte ehemalige Fahrer
| - Jewgeni Bersin (1993–1997) - Moreno Argentin (1993–1994) - Giorgio Furlan (1994–1995) - Bjarne Riis (1994–1995) | - Pēteris Ugrjumovs (1993–1995) - Nicola Minali (1993–1997) - Stefano Zanini (1995–1996) - Enrico Zaina (1994) | - Ivan Gotti (1995–1996) - Wladislaw Bobrik (1993–1996) - Gabriele Colombo (1994–1997) - Bruno Cenghialta (1994–1997) |